# Breda Mod. 30
Breda Mod. 30 (итал. Fucile Mitragliatore Breda modello 30) — итальянский ручной пулемёт периода Второй мировой войны. Имел ряд существенных конструктивных недостатков.

## История
В 1930 году фирма Breda начала выпуск пулемёта Breda Mod. 30. Он весил 10,4 кг. Оружие имело сошки, винтовочный приклад и пистолетную рукоятку. Система работы была двух видов: первая действовала за счёт отдачи ствола с коротким ходом, вторая — за счёт использования энергии пороховых газов. При стрельбе ствол отходил назад на 12,7 мм и останавливался; затвор расцеплялся и продолжал двигаться назад. Затвор ударялся об амортизатор, под воздействием возвратной пружины начинал двигаться вперёд, затем происходила подача патрона в патронник, ствол запирался, и срабатывал ударник. Пулемёт вёл огонь только в автоматическом режиме.
Среди недостатков оружия можно отметить:
1. Потребность в масле для смазки патронов
2. Хрупкие, ненадёжные при подаче патроны и медленные в заряжании 20-патронные магазины
3. Низкая технологичность в производстве
4. Отсутствие рукоятки на быстросменном стволе, превращавшее замену горячего ствола в боевых условиях в сложную процедуру.
5. Небольшая скорострельность
6. Слабый итальянский патрон (630 м/с), который не разрабатывался специально для этого пулемёта. Итальянская армия просто использовала для этого свой стандартный армейский винтовочный патрон.

## Патрон
Унитарный патрон, применявшийся итальянской армией в Первой и Второй мировых войнах, по мощности немного превосходил современные промежуточные патроны.

## Применение
- Италия
- Нацистская Германия — 6,5-мм пулемёт Breda Modello 30 состоял на вооружении вермахта под обозначением MG 099(i). 8-мм станковый пулемёт Breda Mod. 37 — под обозначением MG 259(i). После создания осенью 1944 года фольксштурма, 29 ноября 1944 на вооружение батальонов фольксштурма передали 398 ручных пулемётов Breda Mod.30[2]
- Югославская армия на родине (четники)
- Освободительный фронт Словении[3]